# NN-100
La carretera NN‑100 es una vía colectora secundaria ubicada en el departamento de Chontales. Esta ruta facilita el acceso entre la comunidad rural El Cedro y el centro municipal de Villa Sandino, y es utilizada principalmente para el transporte de productos agrícolas.

## Trazado y cruces
| km   | Localidad / Punto    | Departamento | Conexión / Ruta |
| ---- | -------------------- | ------------ | --------------- |
| 0,0  | El Cedro             | Chontales    | Camino rural    |
| 5,1  | Comunidad El Llanito | Chontales    |                 |
| 10,8 | Villa Sandino        | Chontales    | NIC 71 , NN 99  |

## Coordenadas
Uno de los tramos de la NN‑100 puede ser encontrado en las coordenadas: 12°05′37″N 84°46′10″O / 12.0935, -84.7694